# Lê Bá Thân
Lê Bá Thân (sinh ngày 25 tháng 10 năm 1955) là một thẩm phán và chính trị gia người Việt Nam. Ông hiện là thành viên Hội đồng Thẩm phán Tòa án nhân dân tối cao, chính tòa Tòa hình sự và Trưởng Ban Thanh tra của Tòa án nhân dân tối cao của Việt Nam.

## Xuất thân
Ông sinh ngày 25 tháng 10 năm 1955, quê quán ở xã Hải Bình, huyện Hải Lăng, tỉnh Quảng Trị, người dân tộc Kinh.

## Giáo dục
Ông có trình độ chuyên môn là Cử nhân Luật.

## Sự nghiệp
Ông là Đảng viên Đảng Cộng sản Việt Nam, Đảng ủy viên Đảng bộ cơ quan Tòa án nhân dân tối cao.
Ông là thành viên Hội đồng Thẩm phán Tòa án nhân dân tối cao, Bí thư Chi bộ, Trưởng Ban thanh tra Tòa án nhân dân tối cao.
Sáng ngày 28/12/2011, TAND tối cao đã tổ chức lễ công bố và trao Quyết định số 2768/QĐ-TCCB ngày 20/12/2011 của Chánh án TAND tối cao về việc điều động ông Lê Bá Thân, Trưởng ban Ban Thanh tra TAND tối cao, giữ chức vụ chính tòa Toà hình sự TAND tối cao kể từ ngày 01/01/2012.